# Žirovnica
Žirovnica (IPA: [ʒiˈɾoːu̯nitsa], in tedesco Scheraunitz) è un comune della Slovenia di 4 509 abitanti appartenente alla regione statistica dell'Alta Carniola.

## Storia
Il comune è nato nel 1998 in seguito all'unificazione del comune di Jesenice.

## Geografia antropica

### Suddivisioni amministrative
Il comune di Žirovnica è diviso in 10 insediamenti (naselja):
- Breg
- Breznica
- Doslovče
- Moste
- Rodine
- Selo pri Žirovnici
- Smokuč
- Vrba
- Zabreznica
- Žirovnica, insediamento capoluogo

## Amministrazione
| Periodo | Periodo   | Primo cittadino | Partito | Carica  | Note |
| ------- | --------- | --------------- | ------- | ------- | ---- |
| 2006    | 2010      | Leopold Pogačar |         | sindaco |      |
| 2010    | 2014      | Leopold Pogačar |         | sindaco |      |
| 2018    | 2022      | Leopold Pogačar |         | sindaco |      |
| 2022    | in carica | Leopold Pogačar |         | sindaco |      |